# Referèndum constitucional marroquí de 2011
Un referèndum sobre la reforma constitucional es va celebrar al Marroc l'1 de juliol de 2011. Fou convocat com a resposta a les protestes que van tenir lloc a principis d'any exigint reformes democràtiques. Una comissió va ser l'encarregada de l'elaboració de propostes el juny de 2011. Un avantprojecte publicat el 17 de juny preveu els següents canvis:
- Consagració del principi de separació de poders (legislatiu i executiu).[5]
- Obligació del rei a nomenar un primer ministre del partit majoritari al parlament.[5]
- Transferència d'alguns drets del monarca al primer ministre, inclosa la dissolució del parlament.[5]
- Potestat del Parlament per a concedir l'amnistia (abans era un privilegi del monarca).
- Reconeixement de l'amazic com a llengua oficial, juntament amb l'àrab.[4]
- Lliure exercici de culte religiós en un Estat musulmà.[5]
- Condició de la monarquia com a subjecte "inviolable", en comptes de "sagrat".[4][5]

Després del referèndum, es van celebrar eleccions parlamentàries anticipades el 7 d'octubre de 2011.

## Resultats
El nombre de marroquins amb dret a vot fou de 13.451.404, és a dir, aquells majors d'edat inscrits voluntàriament en el cens. Es va calcular entre 7 i 8 milions els adults no inscrits. Els electors disposaven d'una mica menys de 40.000 meses electorals repartides pel Marroc i el Sàhara Occidental. D'elles, i per primera vegada, havia 520 a l'estranger, repartides entre consolats i ambaixades marroquins a l'exterior perquè poguessin exercir el dret a vot els ciutadans emigrats. La votació es va realitzar l'1 de juliol entre les 08:00 i les 19:00 hores de forma ininterrompuda.
| Referèndum constitucional marroquí de 2011 | Referèndum constitucional marroquí de 2011 | Referèndum constitucional marroquí de 2011 | Referèndum constitucional marroquí de 2011 | Referèndum constitucional marroquí de 2011 |
| Opcions de vot                             | Opcions de vot                             | Vots                                       | Percentatge                                |                                            |
| ------------------------------------------ | ------------------------------------------ | ------------------------------------------ | ------------------------------------------ | ------------------------------------------ |
| Sí                                         | Sí                                         | 9.653.492                                  | 98,49%                                     |                                            |
| No                                         | No                                         | 146.718                                    | 1,49%                                      |                                            |
| Vots vàlids                                | Vots vàlids                                | 9.800.210                                  | 99,18%                                     |                                            |
| Vots invàlids                              | Vots invàlids                              | 81.712                                     | 0,82%                                      |                                            |
| Vots totals                                | Vots totals                                | 9.881.922                                  | 100%                                       |                                            |
| Participació                               | Participació                               | 73,46%                                     | 73,46%                                     |                                            |
| Electors                                   | Electors                                   | 13.451.404                                 | 13.451.404                                 |                                            |
| Font: Maghreb Arabe Presse                 |                                            |                                            |                                            |                                            |